# خوسيه لويس فاسكيز
خوسيه لويس فاسكيز (بالإسبانية: José Vásquez) هو لاعب كرة قدم ومدرب كرة قدم وحكم كرة قدم بيروفي في مركز الهجوم، ولد في 9 يناير 1957 في ليما في بيرو. لعب مع ألفونسو أوغارتي دي بونو.